# Hanne Arendzen
Pour les articles homonymes, voir Arendzen.
 (février 2019).
Si vous disposez d'ouvrages ou d'articles de référence ou si vous connaissez des sites web de qualité traitant du thème abordé ici, merci de compléter l'article en donnant les références utiles à sa vérifiabilité et en les liant à la section « Notes et références ».
Hanne Arendzen, née le 22 mars 1987 aux Pays-Bas,,,, est une actrice néerlandaise.

## Carrière
Hanne est diplômée de l'Académie des arts dramatiques d'Amsterdam en 2011.
Elle obtient plusieurs rôles au théâtre, notamment dans De Meeuw, Vaslav et Eline Vere. Elle est nommée en 2019 pour le Theo d'Or pour son rôle d'Hedwig dans Van de koele meren des doods.
Elle obtient également plusieurs rôles dans des productions cinématographiques comme Het Diner (nl) et Publieke Werken (nl) et joue plusieurs fois à la télévision, notamment dans Van Gogh : Een huis voor Vincent et Klem.

## Filmographie

### Cinéma
- 2013 : Het diner (nl) : Naomi
- 2014 : 2/11 Het spel van de wolf (nl) : Martine
- 2015 : Publieke werken (nl) : La réceptionniste Henkenhaf

### Télévision

#### Séries télévisées
- 2011 : De Meisjes van Thijs (nl) : Tamar
- 2012 : Beatrix, Oranje onder vuur (nl) : Irene
- 2013 : Moordvrouw: Elvira
- 2013 : Van Gogh : Een huis voor Vincent : Jo Bonger
- 2014 : Ramses : Maria
- 2016 : Dokter Deen (nl) : Mickey
- 2017 : Klem (nl) : Clemens
- 2018-2019 : Flikken Maastricht : Leonie Rutte

#### Téléfilms
- 2016 : Moos : Rivka